# 大雄與奇跡之島
《哆啦A夢：大雄與奇跡之島~動物歷險記~》是第32部哆啦A夢電影（水田版系列第7作），哆啦A夢誕生倒數百年、小學館90周年的紀念之作。此次亦為導演楠葉宏三第二部執導電影作品。本電影已經在2012年3月3日於日本上映，香港已經在同年7月26日上映，該作品是第二代小夫香港配音黃鳳英離開香港無綫電視轉職城市電訊後首部電影，中國大陸於2013年4月由廣東泰盛文化發行DVD。

## 製作概要
- 本片以小學館《瓢蟲漫畫》的《哆啦A夢》第17卷收錄短篇作品《永遠的巨鳥莫亞》的故事為作藍本[2]，同樣亦為多啦A夢日本誕生42週年和香港無線電視啟播30週年紀念電影。
- 同作的大長編漫畫化由麥原伸太郎執筆，於小學館漫畫月刊《快樂龍》2011年11月號開始連載。
- 先行及正式預告片中，有《21衛門》的角色「剛之助」的身影出現。聲優則和原版《21衛門》相同，由龍田直樹擔任。龍田也是繼前作《新·大雄與鐵人兵團》後再度客串。
- 主題曲方面，由曾在前作《新·大雄與鐵人兵團》中作客串演出的福山雅治獻唱[3]。
- 客串演出的聲優方面，野澤雅子自《大雄與機械人王國》相隔十年、山寺宏一則繼《多啦A夢七小子與點心娜娜王國》相隔13年後，再度於多啦A夢作品中演出。
- 日本電視台版的哆啦A夢，也是野澤雅子配的。
- 至於田中敦子、水樹奈奈則為第一次於多啦A夢作品中演出。
- 2012年1月6日，製作委員會正式宣佈童星鈴木福擔任本片應援隊隊長，並在本片客串「福克」一角。他也成為多啦A夢史上最年輕的配音員(配音時七歲)。

## 劇情大綱
哆啦A夢跟大雄用「時空洞」，抓到了一隻很大的滅絕的鳥，牠的名字叫做莫亞。大雄不忍心將牠回到古代後要面臨絕滅，於是把牠帶到專門收容絕滅動物的「貝雷加蒙島」（原文：ベレーガモンド島），也就是這次的冒險舞台。 
這個陌生的島嶼，擁有「黃金獨角仙（黃金海格力斯）」所守護的不可思議力量，可以令古代生物得以繼續生存至今，因而被哆啦美稱為「奇蹟之島」。它同時是一個受未來人監管和研究的生態公園，要到那裡就必須要由當地的專業嚮導安排。然而，在該處研究的絕種動物學家凱莉博士（ケリー博士）的冒失助手剛之助（ゴンスケ）在前往大雄家的途中，卻弄錯時空，誤把三十年前，兒時的大雄爸爸帶到生態公園去了，他被帶到生態公園後，意外被遺忘棒敲到失去記憶。哆啦A夢等人之後還是順利來到了貝雷加蒙島，他們不僅在這座島上遇見了洛可洛族（ロッコロ）長老的孫女「可洛」（コロン）與度度鳥「庫拉祖」（クラージョ），還遇到了兒時的大雄爸爸。但是剛開始眾人只當很相像而已，稱他為「马雅」（ダッケ）。他們在這座島嶼上快樂而安逸的生活著。
然而，為了奪取「黃金獨角仙」的力量，壞商人「沙曼」（シャーマン）開始襲擊這座島嶼！究竟，大雄與「马雅」錯綜複雜的關係是否有驗明正身的時候呢？而這座島嶼又藏有多麼不可思議的力量？為了保護這座島嶼，哆啦A夢等人開始採取行動！

## 作品特徵
這部作品加插了大雄的爸爸一起參與冒險，主要描述大雄與野比助父子間的親情。同時也是電影版誕生32年來首次開創父母角色與主角一同参与冒险的首例。
作品開段是野比助的畫簿中 " 黃金甲蟲 " 的圖畫，後來冒失的領航機器人卻弄錯年代誤送少年時的野比助進入了奇跡之島，而大雄等人為護送滅絕的動物亦進入了該地，同時解開" 黃金甲蟲 "之迷 。在此已帶出了父子二人曾經一起冒險的玄妙。起初多啦a夢等人並不知道「史莫」是大雄爸爸，而「史莫」亦不知道此事。但在他們一起冒險的旅途當中，父子二人的行為相似，同時兩人的互相幫助亦巧妙地帶出二人間的父子親情。除此之外在作品中段亦強調親情的重要性。
2012年1月6日，製作委員會正式宣佈童星鈴木福擔任本片應援隊隊長，並在本片客串「福克」一角。他也成為多啦A夢史上最年輕的配音員(配音時七歲)。

## 背景知识
剧中的贝尔加蒙德（Belegamondo）岛上的原住民——克洛克族使用的语言实际上就是世界语。在电影剧情中其族人有一小部分使用世界语的对白。这个岛的名字本身也是一个世界语词汇，意为“非常美丽的世界”。并且，剧中角色，克洛克族族长的孙女科隆的渡渡鸟宠物的名字——克拉祖（Kuraĝo）也是一个世界语单词，意为“勇气”。同时，族长的名字奥洛（Oro）是世界语中“黄金”的意思。

## 配音員

### 預告片旁白
- 香港：張炳強

### 角色
| 角色             | 配音員                                                                        | 配音員                                    | 配音員                      | 配音員               |
| 角色             | 日本                                                                          | 香港                                      | 臺灣                        | 臺灣                 |
| 角色             | 日本                                                                          | 香港                                      | 國語                        | 客語                 |
| 原著角色         | 原著角色                                                                      | 原著角色                                  | 原著角色                    | 原著角色             |
| ---------------- | ----------------------------------------------------------------------------- | ----------------------------------------- | --------------------------- | -------------------- |
| 哆啦A夢          | 水田山葵                                                                      | 林保全                                    | 陳美貞                      | 劉韶蕙               |
| 大雄             | 大原惠                                                                        | 陸惠玲                                    | 楊凱凱                      | 徐敏莉               |
| 靜香             | 嘉數由美                                                                      | 梁少霞                                    | 許淑嬪                      | 王旻瑛               |
| 胖虎             | 木村昂                                                                        | 陳卓智                                    | 于正昇                      | 黃振尉               |
| 小夫             | 關智一                                                                        | 黃鳳英                                    | 劉傑                        | 陳佾玄               |
| 野比玉子         | 三石琴乃                                                                      | 陳安瑩                                    | 許淑嬪                      | 彭月春               |
| 野比大助         | 松本保典                                                                      | 張炳強                                    | 劉傑                        | 鍾少庭               |
| 野比大助（少年） | 野澤雅子                                                                      | 謝潔貞                                    | 劉如蘋                      | 王旻瑛               |
| 野比大助的媽媽   | 伊藤美紀                                                                      | 陳琴雲                                    | 林沛笭                      | 徐敏莉               |
| 哆啦美           | 千秋                                                                          | 鄭麗麗                                    | 許淑嬪                      | 林鈺婷               |
| 出木杉           | 萩野志保子                                                                    | 劉惠雲                                    | 張舒婷                      | 林鈺婷               |
| 安雄             |                                                                               | 高可慧                                    | 陳凱莉                      |                      |
| 春夫             |                                                                               | 陳琴雲                                    | 宋昱璁                      |                      |
| 電影角色         |                                                                               |                                           |                             |                      |
| 可洛             | 水樹奈奈                                                                      | 高可慧                                    | 楊凱凱                      | 彭月春               |
| 古拉祖           | 嘉數由美                                                                      | 鄭麗麗                                    | 劉如蘋                      |                      |
| 福克             | 鈴木福                                                                        | 陳琴雲                                    | 許淑嬪                      | 徐敏莉               |
| 凱莉博士         | 田中敦子                                                                      | 劉惠雲                                    | 林沛笭                      | 宋菁玲               |
| 剛之助           | 龍田直樹                                                                      | 黃榮璋                                    | 于正昇                      | 黃紹彬               |
| 沙曼             | 山寺宏一                                                                      | 蔡德鈞                                    | 陳幼文                      | 楊明剛               |
| 羅克             | 島香裕                                                                        |                                           | 吳文民                      |                      |
| 斯卡伊           | 愛河里花子                                                                      | 張頌欣                                    | 劉如蘋                      |                      |
| 史奈克           | 二又一成                                                                      | 李致林                                    | 劉傑                        |                      |
| 婦產科護士       |                                                                               | 陳琴雲                                    | 林沛笭                      |                      |
| 甘栗旬           | 小栗旬                                                                        | 張方正                                    | 吳文民                      | 黃紹彬               |
| 洛克洛少女       | 大下容子 松尾由美子 久保田直子 大木優紀 石澤綾子 橫田真理子 喜多由香里 石木碧 | 陳安瑩 鄭麗麗 黃鳳英 張頌欣 劉惠雲 陳琴雲 | 張舒婷 劉如蘋 林沛笭 陳凱莉 | 徐敏莉 宋菁玲 彭月春 |
| 歌洛的兄弟       | 私市淳 西凛太朗 仲村水希                                                      | 張方正 李凱傑 胡家豪                      | 宋昱璁 孟慶府 張舒婷        | 鍾少庭 楊明剛 陳佾玄 |
| 奧諾             | 藤本讓                                                                        | 張炳強                                    | 孫中台                      | 楊明剛               |

## 角色介紹
史莫（日语配音：野澤雅子）
即少年時的野比伸助。
歌洛（日语配音：水樹奈奈）
凱莉博士（日语配音：田中敦子）
剛之助（日语配音：龍田直樹）
福克（日语配音：鈴木福）

## 工作人員
- 原作：藤子·F·不二雄
- 導演：楠葉宏三
- 編劇：清水東
- 動畫製作：新銳動畫株式會社
- 出品：多啦A夢製作委員會（藤子製作、小學館、朝日電視台、新銳動畫、ADK旭通廣告、ShoPro）

## 主題歌
| 類別   | 歌曲                  | 作詞     | 作曲     | 编曲                            | 演唱                  |
| ------ | --------------------- | -------- | -------- | ------------------------------- | --------------------- |
| 片頭曲 | 《實現夢想的哆啦A夢》 | 黑須克彥 | 黑須克彥 | 大久保薫                        | Mao、合唱－向日葵兒童 |
| 片尾曲 | 《活過每一天》        | 福山雅治 | 福山雅治 | 福山雅治、井上鑑（Universal J） | 福山雅治              |
| 插曲   | 《你的光芒》          | 杉山迈克 | 澤田完   | 澤田完                          | 堀江美都子            |

## 遊戏
故事的舞台是理應已經絕種的動物所棲息的島嶼，哆啦A夢一行人將使用秘密道具，與為了奪取守護島嶼之「黃金獨角仙」而找上門的未來獵人展開對決！隨著遊戲的進行，將會上演一段與電影版相似的劇情，除了哆啦A夢與大雄等大家所熟悉的角色之外，以可洛為首的電影原創角色與電視動畫中經常出現的秘密道具，都將於本作中登場。另外，電影版配音員也有參加錄音！這些登場角色的語音部分，都請到了電影版的配音原班人馬獻聲演出！
在遊戲中，玩家負責操作大雄跟哆啦A夢。遊戲目的是在保護存在滅絕動物的島嶼，並且用照相機照下這些新奇的生物們（超過 130 種），以完成動物圖鑑。有趣的是，在為動物拍照時，如果移動任天堂 3DS 主機的本體，也會有像真正拍照那樣的感覺喔！遊戲進行中會一邊穿插著故事主線與七款迷你遊戲，而且可以用通信的方式與其他玩家培育的獨角仙對戰，還可以收集獨角仙種類登記在名單中，感覺有點類似「神奇寶貝圖鑑」的感覺。另外，為了不能用通信功能的玩家們， 3DS 的計步器功能會與遊戲聯動，依照步數不等，會有新的獨角仙出現；而 3DS 的時間功能也會跟遊戲聯動，隨著時間不同，出現的獨角仙種類也不一樣。

## 票房
| 上一届： 《鐘點戰》 | 2012年日本週末票房冠軍 第9-13周 | 下一届： 《SPEC～天～》 |

## 電影口號
- DORAEMON THE DREAM 2012
- 100 years before the birth of DORAEMON（ドラえもん誕生まであと百年；哆啦A夢誕生倒數100年）
- 前往希望之島（希望の島へ）

## 外部連結
- （日語）電影官方網站 （页面存档备份，存于）
- 互联网电影数据库（IMDb）上《大雄與奇跡之島》的资料（英文）
- 爛番茄上《大雄與奇跡之島》的資料（英文）
- AllMovie上《大雄與奇跡之島》的资料（英文）
- 開眼電影網上《大雄與奇跡之島》的資料（繁體中文）
- Yahoo奇摩電影上《大雄與奇跡之島》的資料（繁體中文）
- 雅虎香港電影上《大雄與奇跡之島》的資料（繁體中文）
- 时光网上《大雄與奇跡之島》的資料（简体中文）
- 豆瓣电影上《大雄與奇跡之島》的資料 （简体中文）